# Nigériai asztrild
A nigériai asztrild vagy Anambra-asztrild (Estrilda poliopareia) a madarak osztályának a verébalakúak (Passeriformes) rendjébe, ezen belül a díszpintyfélék (Estrildidae) családjába tartozó faj.

## Rendszerezése
A fajt Anton Reichenow német ornitológus írta le 1902-ben.

## Előfordulása
Benin és Nigéria területén honos. Természetes élőhelyei a szubtrópusi vagy trópusi síkvidéki esőerdők és füves puszták, mocsarak, folyók és patakok környékén. Állandó, nem vonuló faj.

## Megjelenése
Átlagos testhossza 12 centiméter. Csőre piros. A fej szürke, a hát olajbarna és enyhén sávozott. A farok fekete, a felső farokfedők vörösek. A mell krémszínű, az oldalak vörösesbarnák és szintén enyhén sávozottak. A láb sötétszürke. A tojó oldala valamivel világosabb.

## Természetvédelmi helyzete
Az elterjedési területe nagy, egyedszáma 1300-2300 példány közötti, viszont stabil. A Természetvédelmi Világszövetség Vörös listáján mérsékelten fenyegetett fajként szerepel.